# Love Hurts
Love Hurts (Любовь причиняет боль) — лирическая песня, баллада, сочинённая композитором Будло Брайантом (Boudleaux Bryant) для группы The Everly Brothers, записанная и выпущенная в 1960 году. Широкую известность получила в 1975 году в исполнении рок-группы Nazareth, которая записала кавер-версию песни и по настоянию представителей звукозаписывающей компании включила её в американский релиз альбома Hair of the Dog. Имеет многочисленные кавер-версии в исполнении различных музыкантов.

## История песни

### Оригинал песни

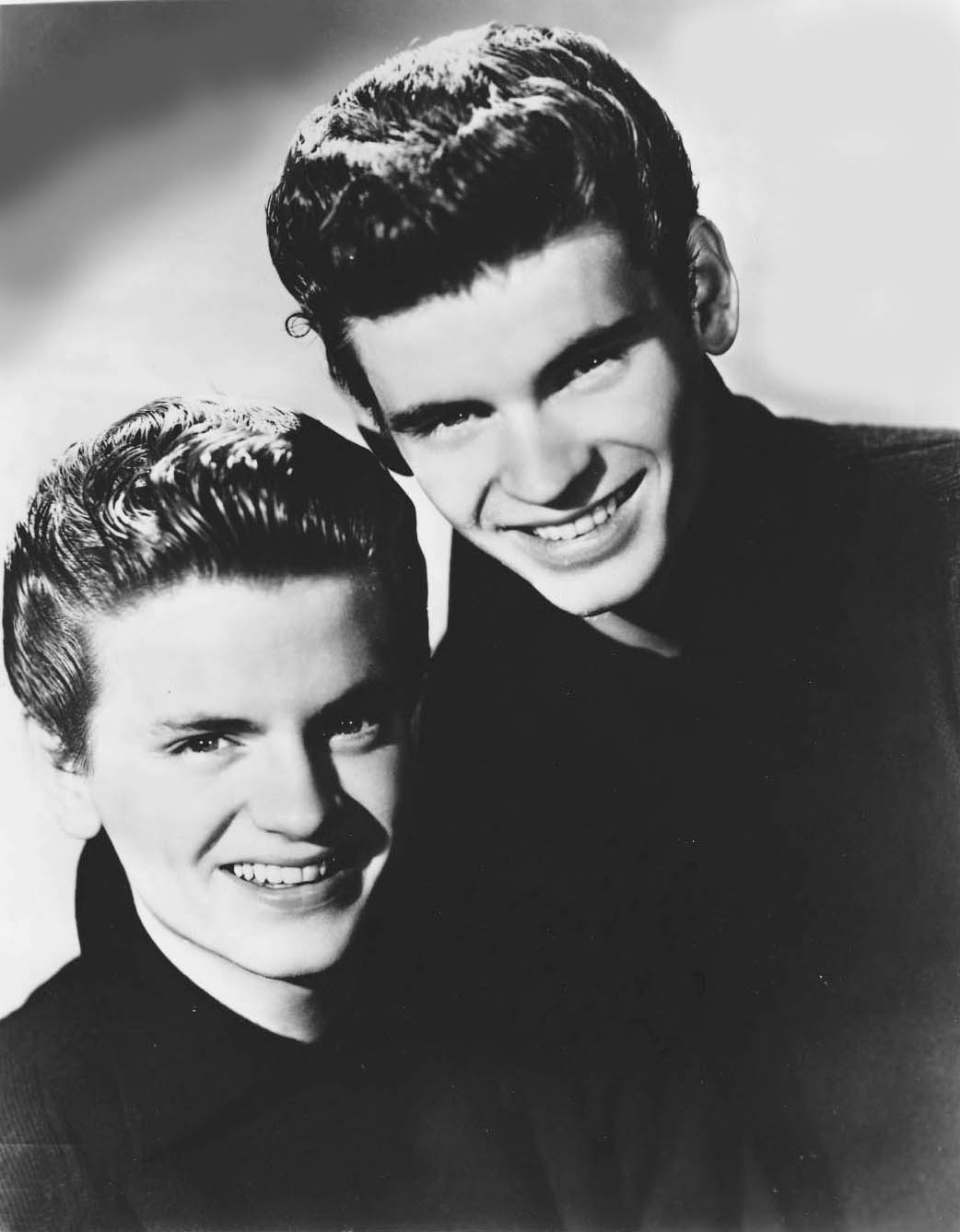
The Everly Brothers

Песня была написана в июле 1960 года Бодлю Брайантом, записана The Everly Brothers и выпущена в альбоме A Date with The Everly Brothers первой песней на стороне «B» пластинки и осталась незамеченной.

### Рой Орбисон

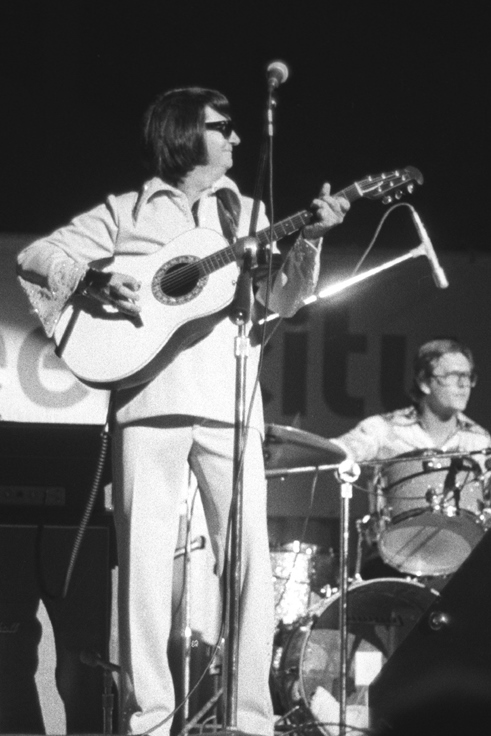
Рой Орбисон

Первым песню обработал Рой Орбисон, выпустив её на стороне «B» сингла Running Scared, вышедшего в марте 1961 года. Сторона «A» сингла была популярна везде в мире, а вот сторона «B» неожиданно получила ротацию и популярность в Австралии, где сингл поднялся до 5 места в национальном хит-параде.

### Джим Капалди
Английский музыкант Джим Капалди записал свою версию песни и выпустил её сначала одноимённым синглом в октябре 1975 года и затем в декабре 1975 года в альбоме Short Cut Draw Blood. Сингл в Британии добрался до 4 места, в Швеции до 16 места, в Германии до 42 и в США до 97 места. Журнал Rolling Stone заметил, что «чувство боли очень отличается от оригинала Роя Орбисона» (по-видимому даже обозреватель журнала не имел представления о том, что оригинал записан был ещё ранее)

### Nazareth
Love hurts, love scars,

Love wounds, and mars,

Any heart, not tough,

Or strong, enough

To take a lot of pain,

Take a lot of pain

Love is like a cloud

Holds a lot of rain

Love hurts, ooh ooh love hurts

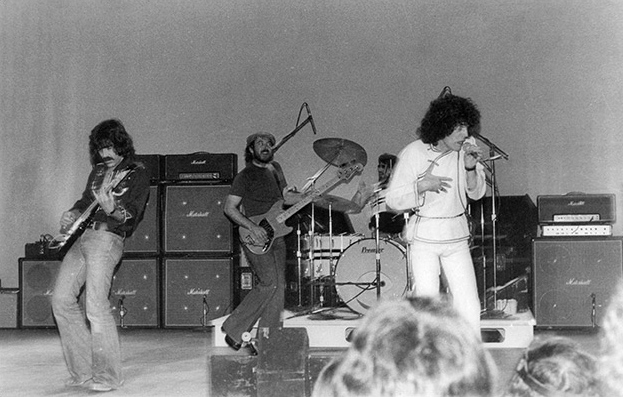
Nazareth

Феноменального успеха и международной популярности песня достигла в 1975 году в исполнении рок-группы Nazareth. Обработанная как рок-баллада и выпущенная на одноимённом сингле, песня взлетела на 8 место в Billboard Hot 100 и до 1 места в чартах Канады, Южной Африки, Бельгии, Нидерландов и Норвегии. В последней стране успех был ошеломляющим: песня продержалась в чарте 61 неделю, из них 14 на первом месте. Также песня добралась до 8 места в Австралии, 11 в Австрии, 30 в Германии, 2 в Дании, 4 в Новой Зеландии, 6 в Швеции и заняла 3 место в Euro Hit 50. В Великобритании песня была выпущена только в 1977 году (сингл Love Hurts не выпускался в Британии, а в британском релизе альбома Hair of the Dog место этой песни заняла песня Guilty) на EP Hot Tracks, который добрался до 15 места. Позднее выпущенный вариант песни с участием Мюнхенского симфонического оркестра занял 89 место в Германии.
К концу года сингл оставался на 45 месте в Австралии, 10 в Бельгии, 14 в Канаде, 3 в Дании и 23 в Billboard Hot 100.
По сертификации RIAA сингл стал платиновым в Канаде (достиг 10 000 проданных экземпляров 1 августа 1976 года) и золотым в США (8 августа 1976 года).
Песня в исполнении Nazareth звучала саундтреком во многих фильмах, например в Под кайфом и в смятении, Детройт — город рока, Вместе, Хэллоуин 2 и других, использовалась в рекламе, например таких компаний как Southwest Airlines, Molson, Nissan и Toyota.
В сравнении с оригиналом, группой Nazareth в одном месте изменён текст: слова «love is like a stove, it burns you when it’s hot» (рус. любовь как печь, она сжигает тебя, если она горячая) изменены на «love is like a flame, it burns you when it’s hot» (рус. любовь как пламя, она сжигает тебя, если она горячая).

### Шер
Шер также в 1975 году выпустила кавер-версию песни, но она осталась незамеченной. В новом варианте Шер выпустила её на одноимённом сингле к одноимённому же альбому в 1991 году. Альбом с этой песней стал золотым в США и платиновым в Канаде, а сингл имел умеренный успех в Великобритании, добравшись до 43 места и 21 в Польше, а в Норвегии, где песня уже традиционно была успешной — до 2 места. Позже в интервью, Шер неоднократно называла эту песню одной из своих любимых.

#### Чарты
| Чарт (1991)             | Место |
| ----------------------- | ----- |
| Norwegian Singles Chart | 2     |
| Polish Singles Chart    | 21    |
| UK Singles Chart        | 43    |

#### Выступления
Шер исполнила эту песню во время следующих турне:
- Heart of Stone Tour (исполнялась в конце тура, в Австралии, ещё до её студийной записи)
- Love Hurts Tour
- The Farewell Tour (исполнялась в пятой, шестой, седьмой, восьмой и девятой частях тура. Песня заменила «The Way of Love» на финальном концерте.)
- Cher at the Colosseum (была исполнена в первую ночь шоу и позже вновь заменила «The Way of Love» в третьей части турне)

### Другие исполнители
Песню, наряду с указанным музыкантами, исполняли и записывали многие другие: The Who (на концертах в 1965—1967 и 1989 годах), Эммилу Харрис (дуэтом с Грэмом Парсонсом, 1974), Journey (исполнение в 1977), Дон Маклин (1981), Джоан Джетт (1990), Ким Карнс (1992), Пол Янг (1993), Heart (1995), Кори Харт (1996), Пэт Бун (1997), Стина Норденстам (1998), Smokie (2000), Шинейд О’Коннор (2003), Робин Гибб (2003), Кит Ричардс и Нора Джонс (2005), Род Стюарт (2006), Джейсон Донован (2008), Лео Сэйер (2008), Джон Верити (2014), Ольга Кормухина (конец 90-х), Наргиз Закирова (в дуэте с О. Кормухиной), Флоренс Уэлч из британский инди-рок группы Florence and the Machine (в дуэте с Father John Misty) на фестивале Coachella 2015. Песню также часто исполнял на своих концертах в 90-х годах Валерий Кипелов.